# Roh Jeong-eui
Roh Jeong-eui (* 31. Juli 2001 in Bundang-gu, Seongnam) ist eine südkoreanische Schauspielerin.

## Leben
Roh Jeong-eui begann nach ihrer Schullaufbahn ein Studium für Theater und Film an der Hanyang-Universität. Sie ist bereits seit ihrer Kindheit als Schauspielerin aktiv. Roh Jeong-eui gab ihr Debüt 2011 in der Fernsehserie Bachelor’s Vegetable Store sowie in einer Nebenrolle im Actiondrama I Am a Dad. Es folgten weitere Nebenrollen als Ko Kyung-Rim im Actionthriller The Phone (2015) sowie 2016 als Dong-i in der am Film noir angelegten Actionkomödie Phantom Detective.
2019 war Roh Jeong-eui als Kang Seul-gi in allen 12 Folgen der Thriller-Fernsehserie Kill It zu sehen. 2020 folgte mit Hong Shi-ah eine weitere größere TV-Rolle in der 16 Folgen langen, auf dem Film 17 Again – Back to High School basierenden Serie 18 Again an der Seite von Kim Ha-neul. Im selben Jahr verkörperte sie ein verschwundenes Mädchen im Kriminaldrama The Day I Died: Unclosed Case. 
2021 bis 2022 spielte Roh Jeong-eui eine der Hauptrollen als NJ in der ebenfalls 16 Folgen langen Liebeskomödie Our Beloved Summer. Für ihre Darbietung erhielt sie 2021 einen SBS Drama Award als beste neue Schauspielerin. Von 2022 bis 2023 war Roh Jeong-eui eine der Moderatorinnen der Musiksendung SBS Inkigayo.

## Filmografie (Auswahl)
- 2011: Bachelor’s Vegetable Store (Chonggagne Yachaegage; Fernsehserie)
- 2011: I Am a Dad (Naneun Abbada)
- 2012: Full House Take 2 (Pulhauseu Teikeu 2; Fernsehserie, 7 Folgen)
- 2013: The Eldest (Madi; Fernsehserie)
- 2014: Pinocchio (Pinokio; Fernsehserie)
- 2015: The Phone (Deo Pon)
- 2016: Phantom Detective (Tamjeong Honggildong: Sarajin Maeu)
- 2019: Kill It (Kirit; Fernsehserie, 12 Folgen)
- 2020: 18 Again (18 Eogein; Fernsehserie, 16 Folgen)
- 2020: The Day I Died: Unclosed Case (Naega Jugdeon Nal)
- 2021–2022: Our Beloved Summer (Geu Hae Urineun; Fernsehserie, 16 Folgen)
- 2022: Dear. M (Dieoem; Fernsehserie, 12 Folgen)
- 2024: Badland Hunters (Hwangya)
- 2024: Hierarchy (Hairaki; Fernsehserie, 7 Folgen)